# Tayyar Yalaz
Tayyar Yalaz (ur. w 1901 w Konstantynopolu, zm. 12 października 1943) – turecki zapaśnik walczący w stylu klasycznym. Dwukrotny olimpijczyk. Zajął dziewiąte miejsce w Paryżu 1924 i czwarte w Amsterdamie 1928. Walczył w wadze średniej i lekkiej.

## Letnie Igrzyska Olimpijskie 1924
| Konkurencja          | Rundy eliminacyjne   | Rundy eliminacyjne  | Rundy eliminacyjne      | Rundy eliminacyjne             | Klas. końcowa |
| Konkurencja          | Przeciwnik I         | Przeciwnik II       | Przeciwnik III          | Przeciwnik IV                  | Miejsce       |
| -------------------- | -------------------- | ------------------- | ----------------------- | ------------------------------ | ------------- |
| 75 kg styl klasyczny | Emilio Vidal (ESP) Z | Émile Clody (FRA) Z | Arthur Lindfors (FIN) P | Wacław Okulicz-Kozaryn (POL) P | 9.            |

## Letnie Igrzyska Olimpijskie 1928
| Konkurencja            | Rundy eliminacyjne      | Rundy eliminacyjne        | Rundy eliminacyjne  | Rundy eliminacyjne     | Rundy eliminacyjne      | Rundy eliminacyjne      | Rundy eliminacyjne        | Klas. końcowa |
| Konkurencja            | Przeciwnik I            | Przeciwnik II             | Przeciwnik III      | Przeciwnik IV          | Przeciwnik V            | Przeciwnik VI           | Przeciwnik VII            | Miejsce       |
| ---------------------- | ----------------------- | ------------------------- | ------------------- | ---------------------- | ----------------------- | ----------------------- | ------------------------- | ------------- |
| 67,5 kg styl klasyczny | Ryszard Błażyca (POL) Z | Wasilios Pawlidis (GRE) Z | Osvald Käpp (EST) Z | Vladimír Vávra (CSK) Z | Eduard Sperling (GER) P | Lajos Keresztes (HUN) P | Edvard Westerlund (FIN) P | 4.            |